# Аглинручей
Аглинручей — ручей в России, протекает по территории Онежского района Архангельской области. Длина ручья — 12 км.
Ручей берёт начало из болота Ортомох и далее течёт преимущественно в северном направлении по заболоченной местности.
Ручей в общей сложности имеет 14 притоков суммарной длиной 44 км.
Втекает на высоте 50 м над уровнем моря в Суласручей, втекающий в реку Левешку, которая, в свою очередь, впадает в Кушереку, впадающую в Онежскую губу Белого моря (Поморский берег).
Населённые пункты на ручье отсутствуют.
Код объекта в государственном водном реестре — 03010000212202000007633.